# Personlighetssyndrom
Personlighetssyndrom (tidigare personlighetsstörning) är en samlingsbeteckning för en grupp psykiatriska diagnoser, vilka gemensamt kännetecknas av signifikanta problem med utvecklingen av personligheten, i synnerhet jag-funktionerna, av ett slag som kvarstår även efter 18 års ålder. Personlighetssyndrom inverkar negativt på personens vardag och medför försämrad funktion i arbete, socialt eller i andra viktiga avseenden. Personer med sådan problematik kan få behandling.
Personlighetssyndrom kallades tidigare personlighetsstörning, men termen ändrades eftersom benämningen personlighetsstörning har ofta associerats med ett opåverkbart tillstånd och kan ha bidragit till stigmatisering. Barn ges som huvudregel inte dessa diagnoser, även om exempelvis det diagnostiska systemet DSM tillåter det, med undantag av antisocialt personlighetssyndrom, för främst tonåringar där personlighetsdragen varit stabila under en längre tid. Syndromen yttrar sig i problem med tankeinnehåll, känsloliv, sociala relationer och impulskontroll.
Ett personlighetssyndrom har ett komplext mönster av olika förstärkta personlighetsdrag, vilka är integrerade i personligheten och inte uppträder situationsberoende. Accentuerade personlighetsdrag är till skillnad från personlighetssyndrom en del av normalpsykologin. Personlighetssyndrom räknas istället som en psykisk störning.
Personlighetssyndrom i olika svårighetsgrader har en prevalens på omkring var tionde vuxen person. Många har fungerande liv, medan andra har så stora problem att deras vardag inte fungerar alls.

## Kännetecken
Medan en personlighetsförändring uppkommer oberoende av personlighetsutvecklingen och som regel till följd av extrem stress eller en sjukdom, uppkommer personlighetssyndrom under uppväxten för att sedan vara ett faktum någon gång under vuxen ålder. Uttrycken för personlighetssyndrom är inflexibla, och utgörs av antingen en extrem eller en mycket iögonfallande personlig avvikelse från den kulturella normen. Avvikelserna kan gälla sättet att tänka, känna, reagera och uppfatta, och i synnerhet uttryckas i relationen med andra människor.
En personlighetssyndrom kan vara varaktig och svår att behandla. Orsaken till detta är att den beror på utvecklingen av personligheten, vilken är svår att reparera i vuxen ålder. Psykosociala orsaker ligger i stor utsträckning bakom den störda utvecklingen, och dessa kan bestå i kärleksfattiga familjerelationer och anknytningsproblem. Det förekommer ofta psykiska störningar hos flera medlemmar i samma familj, varför det brukar antas att det också kan finnas genetiska predispositioner. Ibland kan personlighetssyndromet uppkomma först senare i vuxen ålder, medan betingelserna för den legat latenta innan dess.
Diagnoserna för personlighetssyndrom ingrupperas i kluster, för att visa på deras likheter. Bortsett från organisk personlighetssyndrom, räknas inte en störning hit om den beror på en annan kroppslig eller psykisk sjukdom. Dock kan det ibland finnas samsjuklighet med andra psykiatriska diagnoser. ICD-10 ställer sex allmänna krav för diagnosen personlighetssyndrom: 
1. Attityden och beteendet är märkbart disharmoniskt och påverkar flera psykiska funktioner.
2. Beteendemönstret är varaktigt eller långvarigt, och inte en följd av annan psykisk ohälsa.
3. Beteendemönstret orsakar anpassningssvårigheter till en rad situationer.
4. Beteendemönstret började under barndomen.
5. Syndromet leder till avsevärda svårigheter i livet (eller kommer att göra det).
6. Syndromet skapar ofta, men inte nödvändigtvis alltid, avsevärda problem i livsföringen.

## Prevalens, ålder och genus
Det föreligger metodiska problem med att bedöma andelen personer med personlighetssyndrom. Flera undersökningar om detta bygger på självuppskattningar av den egna personligheten. Andelen personer med personlighetssyndrom i befolkningar varierar mellan 6 procent och 22 procent. En svensk undersökning gav att 11 procent lider av en personlighetssyndrom.
Vilka diagnoser som är vanligast korrelerar med åldern. Hyperemotionella syndrom är vanligare bland yngre vuxna än hos äldre. Personlighetssyndrom förekommer oftare hos personer som aldrig haft långa kärleksrelationer, än hos personer som varit gifta länge, och oftare bland missbrukare.
Män lider oftare av antisocialt personlighetssyndrom (psykopatisk personlighet), paranoid personlighetssyndrom och tvångsmässigt personlighetssyndrom än kvinnor, och kvinnor oftare av emotionellt instabilt personlighetssyndrom och osjälvständigt personlighetssyndrom. Kvinnor har oftare histrionisk personlighetssyndrom än män.

## Personligheten och sjukdomar
De diagnosmanualer som används utgår från att personlighetssyndrom är genuint och kliniskt igenkännbart annorlunda än andra psykiska sjukdomar. Detta synsätt kan spåras till omkring 1980, då DSM-III utkom. Synsättet har kontinuerligt kritiserats med påståendet att grupperna såväl som diagnoserna är arbiträra eller diffusa sammanfogningar av funktioner, vilka den kliniska verkligheten har svårt att legitimera. Vad beträffar personlighetssyndrom, har psykiatrin i högre grad än annars haft svårt att befria diagnoserna från en psykoanalytisk teori eller att finna anatomiska, neuroendokrina eller fysiologiska upphov till störningarna. Det finns i många fall stora olikheter på personer som får samma diagnos.
Eftersom personlighetssyndrom definieras som en störd personlighetsutveckling, följer att en person kan socialiseras till en personlighetssyndrom; det kan betraktas som adaption, vilket i sig är en normal egenskap. Å ena sidan har psykiatrin därmed kunnat förklara att det förekommer en viss ärftlighet ifråga om till exempel psykopati. Å andra sidan uppstår dock ett problem som ofta diskuteras, nämligen om det är rätt att patologisera en adaption. Att synen på normalitet kan påverka diagnoserna är ett skäl till att till exempel narcissistisk personlighetssyndrom blivit allt mera ifrågasatt; en viss grad av narcissism kan möjligen räknas som normalpsykologi på grund av dess omfattande utbredning. Redan 1981 började narcissism att kallas "generationsvirus" och sedan dess har somliga hävdat att normalitet kan definieras som något som tillräckligt många gör för att det ska kunna kallas vanligt. Mot detta har anförts att även om ett personlighetsdrag är utbrett, så bör psykiatrin ingripa om det leder till sådan ohälsa att kriterierna för syndrom uppfylls (vilket är relativt ovanligt). Däri ligger en konflikt för psykiatrin, huruvida den bör utgå från individen och dess hälsa (till exempel narcissism kan ofta leda till framgång) eller om den bör utgå från samhället och omgivningens bästa (till exempel att narcissisten inte är lämplig för sin erhållna maktposition, eller att individens framgång byggts upp på många offer).

## Behandling
Behandlingen vid de olika personlighetssyndromen varierar stort beroende på vilken syndrom det är. Det finns ingen allmängiltig behandlingsmetod för alla personlighetssyndrom.

## Personlighetssyndrom i DSM-IV-TR
DSM-IV-TR är en diagnostisk manual som, tillsammans med ICD-10, används av psykiatriker och psykologer för att ställa psykiatriska diagnoser. Den definierar tio personlighetssyndrom, som är grupperade i tre kluster.
- Kluster A - udda eller excentriska syndrom:
  - Paranoid personlighetssyndrom
  - Schizoid personlighetssyndrom
  - Schizotypt personlighetssyndrom

- Kluster B - dramatiska, emotionella eller oberäkneliga syndrom:
  - Antisocialt personlighetssyndrom
  - Emotionellt instabilit personlighetssyndrom (borderline)
  - Histrioniskt personlighetssyndrom
  - Narcissistiskt personlighetssyndrom

- Kluster C - räddhågade syndrom:
  - Fobiskt personlighetssyndrom
  - Osjälvständigt personlighetssyndrom
  - Tvångsmässigt personlighetssyndrom

## Personlighetsstörningar i ICD-10
ICD-10 innehåller följande personlighetssyndrom, med undertyper:
- Paranoid personlighetssyndrom

Med undertyperna expansivt paranoid, fanatisk, rättshaverist, paranoid och känslig paranoid.
- Schizoid personlighetssyndrom
- Osällskaplig personlighetssyndrom

Med undertyperna amoralisk, antisocial, asocial, psykopatisk och sociopatisk
- Emotionellt instabilt personlighetssyndrom

Med undertyperna aggressiv, borderline och explosiv
- Histrionisk personlighetsstörning

Med undertyperna hysterisk och psykoinfantil
- Anankastisk personlighetssyndrom

Med undertyperna tvångsmässig, besatt och båda typerna samtidigt.
- Fobisk personlighetssyndrom
- Osjälvständig personlighetssyndrom

Med undertyperna kraftlös, inadekvat, passiv och självförgörande.
- Excentrisk personlighetssyndrom
- Haltos personlighetssyndrom
- Omogen personlighetssyndrom
- Narcissistisk personlighetssyndrom
- Passiv-aggressiv personlighetssyndrom
- Psykoneurotisk personlighetssyndrom
- Ospecificerad personlighetssyndrom

ICD-10 har dessutom en diagnos för organisk personlighetssyndrom, det vill säga en personlighetssyndrom som beror på en kroppslig sjukdom. F44.81 listar multipel personlighetssyndrom som en dissociativ syndrom.

## Historia
Det som numera kallas personlighetssyndrom benämndes fram till ICD-9 för persona pathologica, det vill säga en patologisk personlighet, en personlighet som orsakar sjukdom eller ohälsa hos individen. Diagnosen användes sällan av psykiatrin och jämförelsevis mycket litet forskning lades på dess etiologi, prognos eller behandlingsmöjlighet. De egenskaper som ingår i personlighetssyndrom, till exempel girighet, hänsynslöshet, undfallenhet, skygghet, kallades tidigt karaktärsneurotiska drag, eftersom de ansågs ha sitt ursprung i ett neurotiskt reaktionsmönster som införlivats med personligheten. Personlighetssyndrom kan därför ibland kallas "karaktärsneuroser", i synnerhet av människor från den psykodynamiska skolan.
Till en början presenterades personlighetssyndrom endimensionellt i diagnosmanualerna, det vill säga de listades under övergripande rubriker. Under 1960-talet och senare började personlighetssyndrom att uppfattas som dels en funktionsstörning (maladaption) och dels orsaka ett lidande för personen (ohälsa). Ungefär samtidigt började de specifika personlighetssyndromen att uppfattas som kluster av funktionssyndrom som utifrån en generell bild har mer gemensamt med andra diagnoser, en så kallad multiaxial diagnostik; man såg tre grundläggande personlighetsstörningar: excentriska, hyperemotionella och ängsliga personlighetssyndrom.
Det multiaxiala synsättet finns i den amerikanska diagnosmanualen DSM-IV, men har avskaffats i den nu gällande versionen DSM-5. Utanför USA har DSM-IV ofta klinisk betydelse, men officiellt är den inte godkänd. Det är istället ICD-10 som används officiellt. ICD-10 har bibehållit den endimensionella axeln. För just personlighetssyndromen finns en del olikheter mellan DSM-IV och ICD-10, både vad gäller namn på diagnoserna och deras kriterier.
Synen på vad en personlighet är och vad som betingar dess individualitet har delvis reviderats under 1900-talet, vilket har en avgörande betydelse för synen på personlighetssyndrom. 
Femfaktorteorin är en bedömning av personligheter som har sin utgångspunkt i att människors personligheter har urskiljbara, universella drag som inte är kultur- eller situationsberoende. Femfaktorteorin särskiljer fem faktorer som styr dessa drag, för att den bygger på fem faktorer/dimensioner som vart och ett bestämmer ett personlighetsdrag. Dessa fem personlighetsdrag blir tillsammans en profil eller karta över en individs personlighet. Den har inget att göra med patologiska ICD-10 eller DSM-5.